# Picocassette
Picocassette ist ein Magnetbandkassettenformat aus dem Jahr 1985 von Dictaphone in Zusammenarbeit mit JVC. Es ist ungefähr halb so groß wie die Mikrokassette und war für besonders handliche Diktiergeräte ausgelegt. Mit einer Bandgeschwindigkeit von 9 mm/s, konnte jede Picocassette bis 60 Minuten analoges Audio speichern, 30 Minuten je Seite. Der Rauschabstand war mit 35 dB angegeben. Die längste Abmessung der Picocassette ist nahe der 4,2 cm. Sie gilt als kleinster analoger Tonband-Tonträger. Ihr späterer Mitbewerber, die NT-Cassette von Sony zeichnet digital auf. 